# Kanton Neuvic (Dordogne)
Kanton Neuvic (francouzsky Canton de Neuvic) je francouzský kanton v departementu Dordogne v regionu Akvitánie. Tvoří ho 11 obcí.

## Obce kantonu
- Beauronne
- Chantérac
- Douzillac
- Neuvic
- Saint-André-de-Double
- Saint-Aquilin
- Saint-Germain-du-Salembre
- Saint-Jean-d'Ataux
- Saint-Séverin-d'Estissac
- Saint-Vincent-de-Connezac
- Vallereuil